# Smålandske højland
Smålandske højland er betegnelse på det højlandsområde i Småland, Sverige, 
som omfatter kommunerne Eksjö, Nässjö, 
Sävsjö og Vetlanda, der alle ligger i Jönköpings län.
Størsteparten af området ligger fra 200 til 250 meter over havets overflade.  Det højeste punkt er 
Tomtabacken i Nässjö kommune. Den er med sine 377 meter over havet det højeste punkt i 
Sydsverige.
Det smålandske højland indgår i det større sydsvenske højland.